# 뮤즈 (2017년 영화)
《뮤즈》(스페인어: Musa, 영어: Muse)는 2017년에 개봉된 스페인의 영어 초자연 스릴러 영화이다. 엘리엇 카원, 프랑카 포텐테, 아나 울라루, 조앤 월리, 크리스토퍼 로이드, 레오노르 와틀링 등이 출연하였다.

## 줄거리
오늘날의 더블린. 문학 교수 새뮤얼은 여자친구 비어트리스가 손목을 그어 자살한 뒤 한 여성이 잔인하게 살해되는 악몽에 시달린다. 그 여성이 새뮤얼의 꿈에서 묘사된 그대로 살해되자 새뮤얼은 사건 현장을 찾았다가 역시 같은 꿈을 꿨다는 레이철이란 여성을 만난다. 곧 새뮤얼은 이 죽음에 불멸의 마녀들인 사악한 일곱 무사가 관련돼 있다는 걸 알게 된다. 이 무사들은 시인을 통해 인간 세계에 침투하며, 마법을 써서 시인에게 영감을 주는 대신 그가 사랑하는 자들을 전부 죽여 버리는 존재들이었다.

## 출연진
- 엘리엇 카원 - 새뮤얼 솔로몬 역
- 프랑카 포텐테 - 수전 역
- 아나 울라루 - 레이철 역
- 조앤 월리 - 재클린 역
- 크리스토퍼 로이드 - 라우션 역
- 레오노르 와틀링 - 리디아 역
- 마누엘라 베예스 - 비어트리스 역
- 이브 마허 - 소녀 역

## 기타 제작진
- 총괄 제작: 아드리아 모네스